# Dialeurodes
Dialeurodes es un género de insectos hemípteros de la familia Aleyrodidae, subfamilia Aleyrodinae. El género fue descrito primero por Cockerell en 1902.

## Especies
La siguiente es la lista de especies pertenecientes a este género.
- Dialeurodes abbotabadiensis Qureshi, 1980
- Dialeurodes adinobotris Corbett, 1935
- Dialeurodes agalmae Takahashi, 1935
- Dialeurodes angulata Corbett, 1935
- Dialeurodes anjumi Qureshi, 1980
- Dialeurodes ara Corbett, 1935
- Dialeurodes armatus David & Subramaniam, 1976
- Dialeurodes ayyanarensis (Sundararaj & David, 1991)
- Dialeurodes bancoensis Ardaillon & Cohic, 1970
- Dialeurodes bangkokana Takahashi, 1942
- Dialeurodes bicornicauda Martin, 1999
- Dialeurodes binkae (Sundararaj & David, 1991)
- Dialeurodes biventralis (Sundararaj & David, 1991)
- Dialeurodes buscki (Quaintance & Baker, 1917)
- Dialeurodes canthiae (Sundararaj & David, 1991)
- Dialeurodes celti Takahashi, 1942
- Dialeurodes cephalidistinctus Singh, 1932
- Dialeurodes cerifera (Quaintance & Baker, 1917)
- Dialeurodes chiengsenana Takahashi, 1942
- Dialeurodes cinnamomi (Takahashi, 1932)
- Dialeurodes cinnamomicola Takahashi, 1937
- Dialeurodes citri (Ashmead, 1885)
- Dialeurodes citricola (Young, 1942)
- Dialeurodes conocephali Corbett, 1935
- Dialeurodes crescentata Corbett, 1935
- Dialeurodes cyathispinifera Corbett, 1933
- Dialeurodes daphniphylli Takahashi, 1932
- Dialeurodes davidi Mound & Halsey, 1978
- Dialeurodes decaspermi Martin, 1985
- Dialeurodes delhiensis David & Sundararaj, 1992
- Dialeurodes denticulatus (Bondar, 1923)
- Dialeurodes dicksoni Corbett, 1935
- Dialeurodes didymocarpi Corbett, 1935
- Dialeurodes dissimilis (Quaintance & Baker, 1917)
- Dialeurodes distincta Corbett, 1933
- Dialeurodes drypetesi Martin & Mound, 2007
- Dialeurodes dubia Corbett, 1935
- Dialeurodes dumbeaensis Dumbleton, 1961
- Dialeurodes egregissima Sampson & Drews, 1941
- Dialeurodes emarginata (Mound, 1965)
- Dialeurodes endospermae Corbett, 1935
- Dialeurodes evodiae Corbett, 1935
- Dialeurodes ficicola Takahashi, 1935
- Dialeurodes gardeniae Corbett, 1935
- Dialeurodes gemurohensis Corbett, 1935
- Dialeurodes gigantica (Sundararaj & David, 1991)
- Dialeurodes glutae Corbett, 1935
- Dialeurodes granulata (Sundararaj & David, 1991)
- Dialeurodes greenwoodi Corbett, 1936
- Dialeurodes heterocera Bondar, 1923
- Dialeurodes hexpuncta Singh, 1932
- Dialeurodes hongkongensis Takahashi, 1941
- Dialeurodes icfreae Sundararaj & Dubey, 2003
- Dialeurodes imperialis Bondar, 1923
- Dialeurodes indicus David & Subramaniam, 1976
- Dialeurodes ixorae Singh, 1931
- Dialeurodes joholensis Corbett, 1935
- Dialeurodes kepongensis Corbett, 1935
- Dialeurodes keralaensis (Meganathan & David, 1994)
- Dialeurodes kirkaldyi (Kotinsky, 1907)
- Dialeurodes kumargiriensis Sundararaj & Dubey, 2006
- Dialeurodes lithocarpi (Takahashi, 1931)
- Dialeurodes loranthi (Corbett, 1926)
- Dialeurodes machilicola Takahashi, 1942
- Dialeurodes maculatus Bondar, 1928
- Dialeurodes maculipennis Bondar, 1923
- Dialeurodes mahableshwarensis (Sundararaj & David, 1998)
- Dialeurodes martini (Sundararaj & David, 1991)
- Dialeurodes maxima (Quaintance & Baker, 1917)
- Dialeurodes minahassai (Martin, 1988)
- Dialeurodes mirabilis Takahashi, 1942
- Dialeurodes musae Corbett, 1935
- Dialeurodes nagpurensis (Sundararaj & David, 1991)
- Dialeurodes natickis Baker & Moles, 1921
- Dialeurodes navarroi Bondar, 1928
- Dialeurodes nigeriae (Cohic, 1966)
- Dialeurodes octoplicata Corbett, 1935
- Dialeurodes ouchii Takahashi, 1937
- Dialeurodes oweni Singh, 1932
- Dialeurodes palmata (Sundararaj & David, 1991)
- Dialeurodes panacis Corbett, 1935
- Dialeurodes papulae Singh, 1932
- Dialeurodes pauliani (Cohic, 1966)
- Dialeurodes philippinensis (Takahashi, 1936)
- Dialeurodes pilahensis Corbett, 1935
- Dialeurodes platicus Bondar, 1923
- Dialeurodes polymorpha Bink-Moenen, 1983
- Dialeurodes pseudocitri Takahashi, 1942
- Dialeurodes psychotriae Dumbleton, 1961
- Dialeurodes punctata Corbett, 1933
- Dialeurodes radiilinealis (Quaintance & Baker, 1917)
- Dialeurodes radiipuncta Quaintance & Baker, 1917
- Dialeurodes ramadeviae (Dubey & Sundararaj, 2004)
- Dialeurodes rangooni Singh, 1932
- Dialeurodes razalyi Corbett, 1935
- Dialeurodes rempangensis Takahashi, 1949
- Dialeurodes rengas Corbett, 1935
- Dialeurodes reticulosa Corbett, 1935
- Dialeurodes rotunda Singh, 1931
- Dialeurodes rubiphaga (Dubey & Sundararaj, 2004)
- Dialeurodes russellae (Sundararaj & David, 1991)
- Dialeurodes saklaspurensis David, 1976
- Dialeurodes saklespurensis (Regu & David, 1993)
- Dialeurodes sandorici Corbett, 1935
- Dialeurodes sepangensis Corbett, 1935
- Dialeurodes sheryli (P.M.M. David, 2000)
- Dialeurodes shintenensis (Takahashi, 1933)
- Dialeurodes shoreae Corbett, 1933
- Dialeurodes siemriepensis Takahashi, 1942
- Dialeurodes simmondsi (Corbett, 1927)
- Dialeurodes striata Corbett, 1935
- Dialeurodes struthanthi (Hempel, 1901)
- Dialeurodes sundararajani Sundararaj & Dubey, 2006
- Dialeurodes tanakai Takahashi, 1942
- Dialeurodes townsendi (Quaintance & Baker, 1917)
- Dialeurodes tricolor Quaintance & Baker, 1917
- Dialeurodes tuberculosa Corbett, 1935
- Dialeurodes turpiniae (Meganathan & David, 1994)
- Dialeurodes vitis Corbett, 1935
- Dialeurodes vulgaris Singh, 1931
- Dialeurodes wendlandiae Meganathan & David, 1994
- Dialeurodes yercaudensis Jesudasan & David, 1991